# John Muir
John Muir (Dunbar, 21 aprile 1838 – Los Angeles, 24 dicembre 1914) è stato un ingegnere, naturalista e scrittore scozzese naturalizzato statunitense ed uno dei primi conservazionisti moderni.
Le sue lettere e i suoi libri ci raccontano delle avventure nella natura, soprattutto illustrano la natura selvaggia delle montagne della Sierra Nevada in California; questi libri furono letti da milioni di lettori e sono popolari a tutt'oggi. Il suo diretto attivismo aiutò a preservare la Valle dello Yosemite e altre aree selvagge. Il Sierra Club, da lui fondato, è ora considerato una delle più importanti organizzazioni per la conservazione della natura negli Stati Uniti. I suoi scritti e la sua filosofia influenzarono fortemente la formazione della moderna scienza ambientale.

## Biografia
Muir nacque a Dunbar, East Lothian (Scozia), da Daniel Muir e Ann Gilrye. Fu il terzo di otto figli. Muir emigrò negli Stati Uniti nel 1849, quando la sua famiglia costruì una fattoria vicino a Portage nel Wisconsin, a cui venne dato il nome di Fountain Lake Farm. Egli frequentò l'Università del Wisconsin-Madison per alcuni anni. Fu là, sotto un albero vicino alla North Hall, che Muir prese la sua prima lezione di botanica. Uno studente prese un fiore dall'albero e lo usò per spiegare come il fiore facesse parte di quell'albero che a sua volta faceva parte di una particolare specie di alberi. Cinquant'anni più tardi il naturalista Muir descrisse quel giorno nella sua autobiografia: "Questa lezione mi affascinò e mi spinse a volare attraverso i boschi e le foreste con entusiasmo estremo". Ma anziché laurearsi in una scuola costruita dalla mano dell'uomo, Muir optò per la natura selvatica e così intraprese un viaggio a piedi di migliaia di chilometri, dall'Indiana alla Florida, dopo aver trascorso la maggior parte del tempo tra gli anni 1866 e 1867 lavorando come ingegnere industriale ad Indianapolis, dove un incidente di lavoro quasi gli costò la perdita della vista. Aveva pianificato di continuare in Sud America ma fu colpito dalla malaria e dovette fermarsi invece in California.

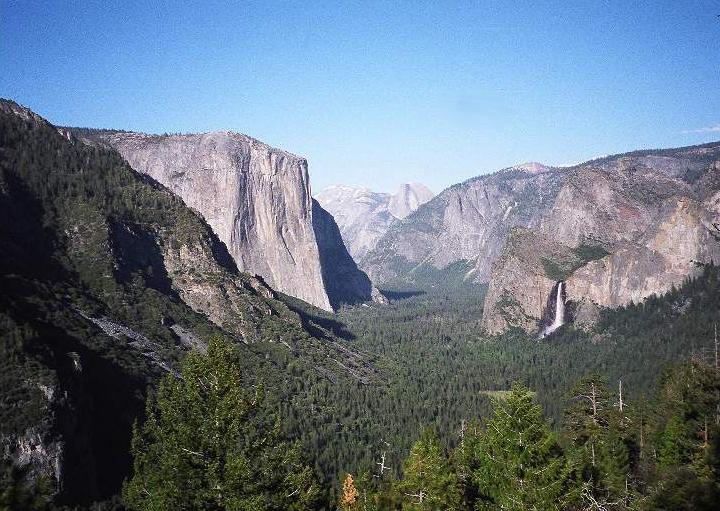
Panorama della Valle di Yosemite da Inspiration Point

Arrivato a San Francisco nel marzo 1868, Muir immediatamente partì per un luogo di cui aveva solo letto e chiamato Yosemite. Dopo aver visto la valle dello Yosemite per la prima volta fu travolto dal suo fascino e scrisse che "nessun tempio fatto dalle mani umane può competere con Yosemite", e "lo Yosemite è il più grande di tutti i templi della Natura."
Dopo la sua prima visita di otto giorni, egli ritornò nella Sierra Nevada e divenne un operatore delle ferrovie, pastore e allevatore di cavalli. Nel maggio 1869 Pat Delaney, padrone di un grosso ranch, gli offrì un lavoro estivo sulle montagne per accompagnare e sorvegliare le sue pecore e i suoi pastori. Muir accettò con entusiasmo l'offerta e passò quell'estate con le pecore nell'area di Yosemite. Durante quell'estate Muir cominciò a creare teorie su come quelle aree si erano sviluppate e come si era comportato in esse l'ecosistema.
Ancora più entusiasta di prima riguardo alla Yosemite Valley, Muir si assicurò un lavoro operando come lavoratore per le ferrovie sotto la supervisione del capo ufficio James Hutchings. Inventore naturale, Muir disegnò una sega ad acqua per tagliare il ferro e si costruì una capanna sullo Yosemite Creek.
Proselita del suo amore per la scienza e soprattutto per la geologia, spesso occupava il suo tempo libero studiando e si convinse che il ghiaccio aveva scolpito molte delle figure della valle e dell'area circostante. Questa nozione era in aperta contraddizione con la teoria accettata, promulgata da Josiah Whitney (capo dell'Ufficio geologico della California), che attribuiva la formazione della valle ad un terremoto catastrofico).
Quando la teoria di Muir fece breccia, Whitney provò a gettare discredito su di lui tacciandolo di autodidattismo e di ignoranza. Il più grande geologo di quei tempi, Louis Agassiz, tuttavia, vide dei meriti nella teoria di Muir e lo lodò come “il primo uomo che ha una concezione adeguata dell'azione del ghiaccio”.
Nel 1871 Muir scoprì un ghiacciaio alpino attivo sotto al Merced Peak, che più tardi lo aiutò a far guadagnare credito alla sua teoria. Egli fu anche uno scrittore altamente produttivo e molti dei suoi articoli vennero pubblicati, persino a New York. L'ex professore dell'Università del Wisconsin che aveva dato i primi insegnamenti a Muir, lo incoraggiò a pubblicare le sue ricerche. Egli presentò a Muir personaggi famosi come Ralph Waldo Emerson, e famosi scienziati tra cui Louis Agassiz, John Tyndall, John Torrey, Clinton Hart Merriam, e Joseph LeConte.

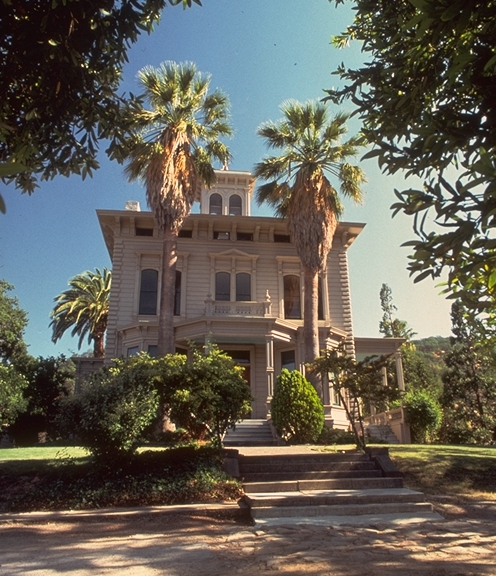
La casa di Muir a Martinez (California)

Un grosso terremoto con epicentro vicino a Lone Pine, California, nella valle Owens fu sentito fortemente nella valle di Yosemite nel marzo 1872. Il terremoto svegliò Muir la mattina presto e lui corse fuori dalla sua capanna esclamando "Un nobile terremoto!"
Altri abitanti della valle che ancora credevano alla teoria di Whitney, temettero che quel terremoto fosse il preludio a uno sprofondamento della valle provocato dal cataclisma. Muir non aveva tali paure e prontamente fece una sorveglianza delle nuove crepe create dallo slittamento delle rocce provocato dal terremoto. Questo evento portò altre persone a credere alla teoria di Muir sulla formazione della valle.
Assieme ai suoi studi geologici, Muir studiò anche l'area vivente dello Yosemite. Egli fece due studi sul campo, lungo il fianco ovest della Sierra, sulla distribuzione ed ecologia di isolate piante di Sequoia gigante nel 1873 e nel 1874. Infatti, nel 1876 l'Associazione americana per l'avanzamento delle scienze pubblicò una ricerca che scrisse Muir sull'ecologia e la distribuzione di tali alberi.
Nel 1880 Muir sposò Louisa Wanda Strentzel, i cui genitori possedevano un grosso ranch a Martinez, in California, una piccola città a nord est di San Francisco. Per i successivi dieci anni egli si dedicò a gestire il ranch della famiglia che consisteva in 2600 acri di vigneti e frutteti e che divenne molto famoso e riconosciuto. Quando egli morì, il ranch venne valutato 250.000 dollari americani, un valore che corrispondeva a circa 4.000.000 di dollari americani del 2005). La loro casa e parte del ranch sono ora sito di interesse storico nazionale. Muir ebbe due figlie, Wanda Muir Hanna (25 marzo 1881 - 29 luglio 1942) e Helen Muir Funk (23 gennaio 1886 - 7 giugno 1964).

## I viaggi di Muir nel Nord ovest degli Stati Uniti
Nel 1888 dopo sette anni di conduzione del ranch la salute di Muir cominciò ad essere precaria. Assieme alla moglie tornò in collina dove si stabilì e scalò il Monte Rainier, scrisse “L'ascesa del Monte Rainier”.
Muir viaggiò con la spedizione che approdò all'Isola di Wrangel (Corwin) e proclamò le stesse appartenenti agli Stati Uniti nel 1881. Egli documentò questa esperienza nel suo libro “La crociera delle Corwin”

## Dallo Studio alla Salvaguardia

### Gli Sforzi per la Salvaguardia
Muir si gettò in questo nuovo ruolo con grande vigore. Egli visionò l'area di Yosemite e le Sierras come aree salvaguardate.
Egli vide la necessità di salvaguardia dell'area dello Yosemite soprattutto dal pascolo della pecora di quell'area (chiamata “hoofed locusts”). Nel giugno 1889, l'influente editore della rivista “Century”,  Robert Underwood Johnson, si accampò con Muir a Tuolumne Meadows, e vide il danno che veniva fatto da grossi greggi ai prati. Johnson fu d'accordo di pubblicare ogni articolo che Muir scriveva sull'argomento di escludere il pascolo dall'area della Sierra.
Egli fu anche d'accordo di usare la propria influenza per presentare al Congresso una richiesta formale che potesse dichiarare l'area di Yosemite come Parco Nazionale, sul modello dello Yellowstone.
Una richiesta che essenzialmente seguiva le raccomandazioni che Muir aveva esposto su di due articoli della rivista “Century”  (“Il tesoro del Yosemite” e “Motivi della Proposta di Parco Nazionale”, entrambi pubblicati nel 1890), fu passata dal Congresso il 30 settembre 1890.
Per il dispiacere di Muir però la proposta lasciò il controllo di Yosemite allo stato della California.
Con questa parziale vittoria in attivo, Muir formò un'organizzazione ambientalista chiamata “Sierra Club” il 28 maggio 1892 e ne fu eletto come primo presidente (posizione che mantenne fino alla sua morte 22 anni dopo). Nel 1894 fu pubblicato il suo primo libro: “Le Montagne della California”.

### Salvaguardia contro Conservazione
Nel luglio del 1896 Muir divenne buon amico di alcuni leader del movimento conservazionista Gifford Pinchot. Tale amicizia finì nell'estate del 1897 quando Pinchot rilasciò una dichiarazione ad un giornale di Seattle in cui sosteneva il pascolo delle pecore nelle riserve forestali.
Muir si mise a confronto con Pinchot e gli chiese spiegazioni. Quando Pinchot reiterò la propria posizione Muir gli disse “Non voglio avere più nulla a che fare con te.”
Questa divisione filosofica presto si espanse e divise il movimento conservazionista in due filoni: I salvaguardisti, guidati da Muir e i seguaci di Pinchot, i quali cooptarono per il termine “conservazionisti”. Muir era fortemente contrario alla commercializzazione della natura. I due uomini dibatterono le loro posizioni su riviste popolari dell'epoca: “Outlook”, “Harper's Weekly”, “The Atlantic Monthly”, “World's Work”, e “Century”. Muir appoggiò la salvaguardia delle risorse, il loro valore spirituale e subliminale; Pichot vide la conservazione come un mezzo per utilizzare con intelligenza le risorse naturali. Entrambi si opponevano allo sfruttamento incontrollato delle risorse naturali, incluso l'abbattimento indiscriminato delle foreste.

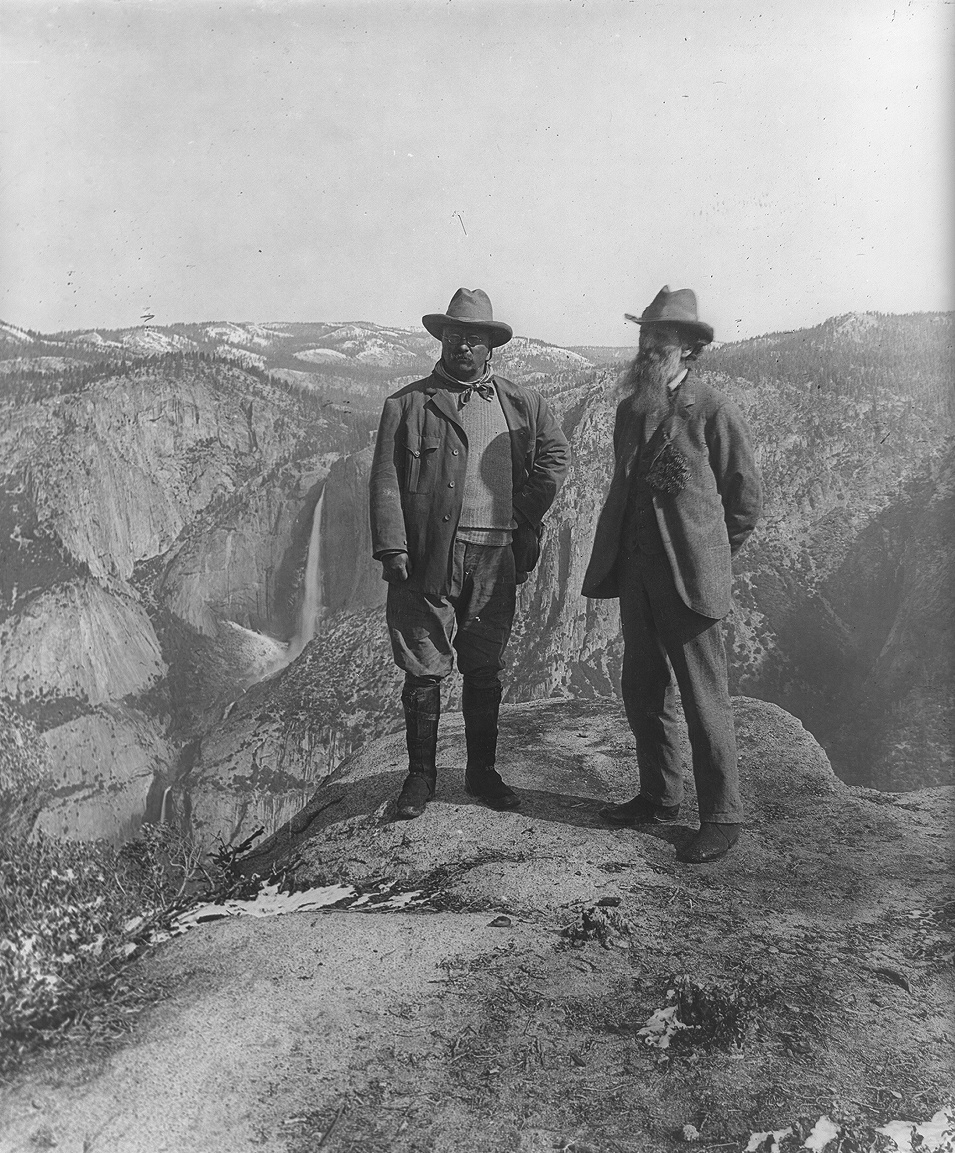
Theodore Roosevelt con John Muir

Nel 1899, Muir accompagnò il manager delle ferrovie E.H. Harriman e altri stimati scienziati nella famosa spedizione di Harriman (Harriman Alaska Expedition) lungo la costa dell'Alaska a bordo del lussuoso battello chiamato “Gorge W.Elder”. Muir si avvarrà più tardi dell'amicizia con Harriman per porre pressione politica al Congresso affinché passi le leggi sulla conservazione.
Nel 1903 il Presidente Theodore Roosevelt accompagnò Muir in una visita al parco, Muir raggiunse Roosevelt a Oakland (California) per raggiungere poi assieme a lui in treno Raymond, California. Il presidente accompagnato dal suo entourage viaggiò in carrozza nel parco. Mentre viaggiava verso il parco Muir disse al presidente della condotta sviata dello stato della California per quanto riguardava la salvaguardia della valle e dello sfruttamento indiscriminato delle risorse della valle, fu capace con i propri argomenti di convincere Roosevelt che il modo migliore per proteggere la valle fosse attraverso il controllo e la giurisdizione federale.
Dopo essere entrato nel parco ed aver visto il magnifico splendour della valle, il presidente chiese a Muir di mostrargli la realtà di Yosemite. Muir e Roosevelt praticamente organizzandosi da soli si accamparono nella valle. Mentre stavano seduti attorno ad un fuoco, i due parlarono nella notte e dormirono con la brezza dell'aria aperta e furono spolverati da una fresca caduta di neve il mattino seguente, una notte che Roosevelt non avrebbe più dimenticato.
Muir dunque accrebbe gli sforzi del “Sierra Club” per consolidare il management del parco e fu riconosciuto nel 1905 quando il Congresso trasferì il Mariposa Grove e la Valle di Yosemite nell'area di parco. Sua moglie Louisa morì il 6 agosto 1905.

### Hetch Hetchy, la battaglia legale di John Muir
Una certa pressione cominciò a salire per fare una diga nel fiume Toulumne per poterlo usare come riserva d'acqua per San Francisco. John Muir si oppose appassionatamente allo scavo della valle di Hetch Hetchy, che soprannominò una "seconda Yosemite". Muir, il Sierra Club e Robert Underwood Johnson combatterono contro l'inondazione della valle e Muir scrisse a Roosevelt pregandolo di stralciare il progetto. Dopo anni di dibattito nazionale che polarizzò l'intera nazione, il successore di Roosevelt, Woodrow Wilson firmò il progetto di legge per la diga e lo tramutò in legge il 19 dicembre 1913. Muir sentì questa come una grossa sconfitta, per opporsi alla distruzione della valle aveva combattuto la sua ultima maggiore battaglia.
John Muir morì a Los Angeles, in California, il 24 dicembre 1914 di polmonite dopo una breve visita a sua figlia Wanda.
Alcuni come Steve Roper, uno scalatore californiano, dissero che preferirebbero pensare che Muir morì per il "cuore spezzato".
L'eredità di John Muir è portata avanti da suo nipote, Michael Muir, che fondò un gruppo chiamato "Access Adventure" (accesso all'avventura) per aiutare le persone disabili a sperimentare l'esterno nelle loro sedie a rotelle.

## Onorificenze

Francobollo dedicato a John Muir, della serie Celebrate the Century emesso nel 1998 dall'US Postal Service

Sono state intitolate a suo nome due linee ferroviarie (la John Muir Trail in California e la John Muir Trail nel Tennessee), la John Muir Wilderness, il parco Muir Woods National Monument, la scuola superiore John Muir, il College John Muir all'Università della California di San Diego, il John Muir Country Park a Dunbar e anche un asteroide, 128523 Johnmuir. Un'immagine di John Muir con il Condor della California e l'Half Dome appare sulla facciata della moneta da un quarto di dollaro dello Stato della California, coniata nel 2005. Una rappresentazione della stessa appare nel retro del Premio Indianapolis Lilly Medal per la conservazione.

## Critiche
Muir è stato criticato per la sua visione della natura selvaggia come pura, in accordo con ciò che scrisse Carolyn Merchant “John Muir vedeva I parchi nazionali come natura selvaggia allo stato puro, senza animali o indiani autoctoni”. In “La mia prima estate nella Sierra” del 1911, una saga dei suoi viaggi nella Sierra Nevada nel 1868, Muir denigrò gli indiani che aveva incontrato, paragonandoli a sporchi animali che non appartengono alla vita selvatica.
I suoi viaggi in Canada, dopo che il presidente Lincoln ordinò la chiamata alle armi di mezzo milione di uomini, fu vista da alcuni storici come non solo un viaggio alla ricerca della vita selvatica ma come una fuga dalla chiamata alle armi: Muir, che aveva ventisei anni ed era scapolo, era certo di essere tra i coscritti e probabilmente non aveva nessun interesse a lottare per salvare l'Unione.